# Balthasar Mang

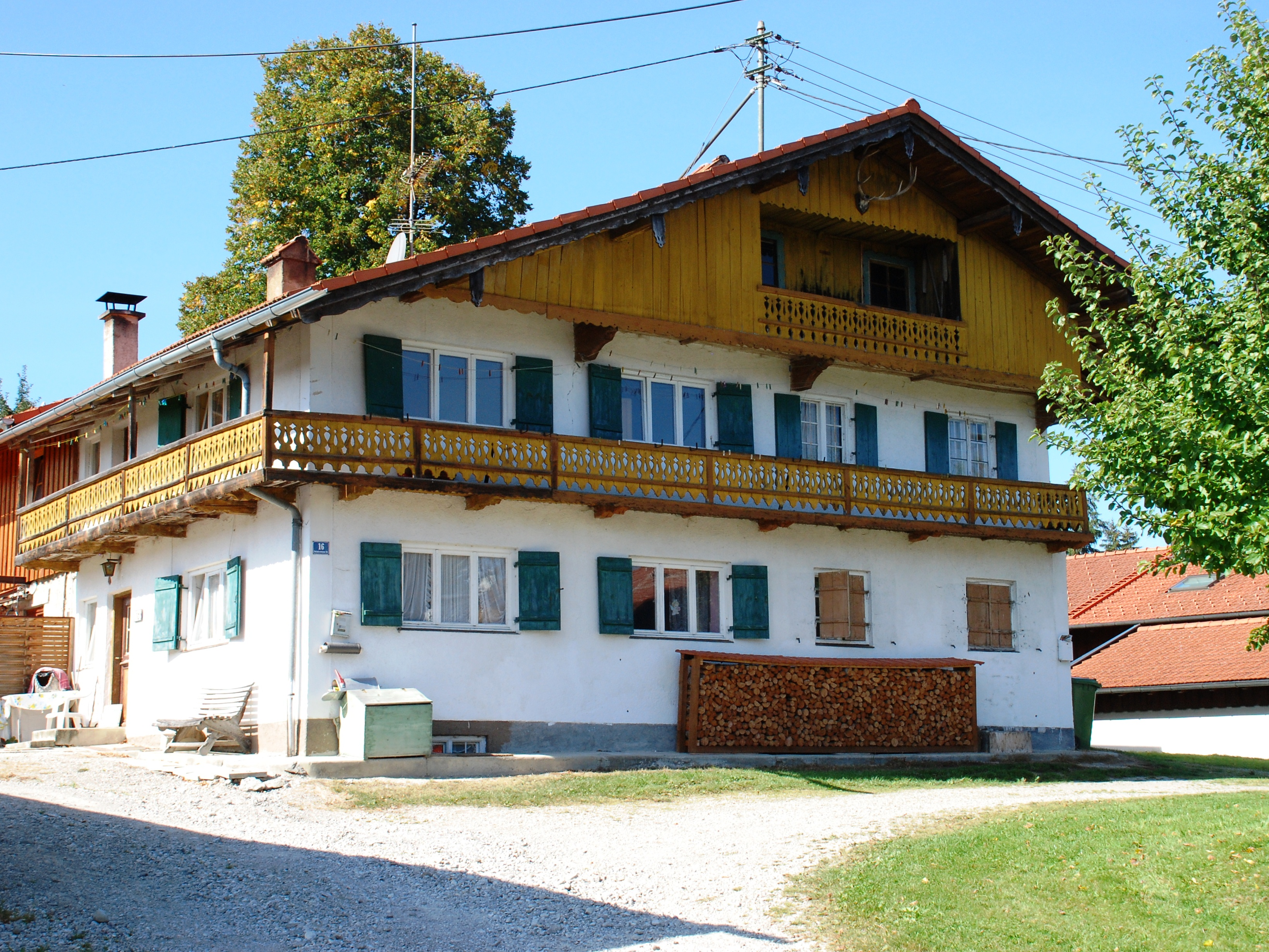
Das Geburtshaus von Balthasar Mang: Das Bauernhaus „Beim Dollsepp“, früher genannt: „Beim Mangschuster“ in Arget.

Balthasar Mang (* 1720 in Arget bei Sauerlach; † 1803 in Buchbach), auch Balthasar Mang der Ältere, war ein deutscher Kirchenmaler und Freskant des Rokoko.

## Leben und Wirken

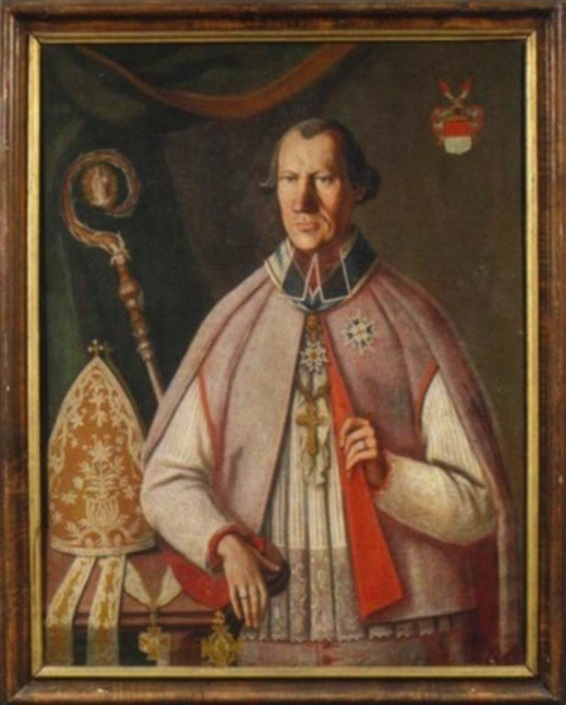
Damian Hugo Philipp von Lehrbach, porträtiert von Balthasar Mang im Jahr 1791

Balthasar Mang wurde am 8. Januar 1720 in Arget im heutigen Landkreis München getauft. Sein Geburtsdatum indes ist, wie damals üblich, in den Pfarrmatrikeln nicht vermerkt. Er war das zweitgeborene Kind des Schusters Erasmus Mang (* 1690) und seiner Frau Anna, geb. Seidl aus Niederham. Seine ältere Schwester Anastasia verstarb wohl als Kleinkind, denn vier Jahre nach Mangs Geburt ließen die Eltern ein Mädchen auf den gleichen Namen taufen.

Im Übrigen ist über die künstlerische Ausbildung Mangs wenig bekannt. Es wird vermutet, dass er ein Jesuitenkolleg besuchte, da er die lateinische Sprache beherrschte. Zudem nahm er Anteil am damaligen Zeitgeschehen, was zahlreiche Anmerkungen und Notizen zu den kirchlichen und politischen Veränderungen auf seinen Skizzen beweisen. So vermerkte er etwa auf einer Skizze die Aufhebung des Jesuitenordens durch Papst Clemens XIV. im Jahr 1773. Im Alter von 24 Jahren kam Mang 1754 nach Buchbach im oberbayerischen Landkreis Mühldorf am Inn. Dort heiratete er Theresia Edterin, die Witwe des ortsansässigen Malers Joseph Domenicus Mezole. Die Heirat mit der Malerswitwe war für Mang die Gelegenheit, die Malergerechtigkeit – also das Zunftrecht zur Ausübung des Malerberufs – zu erhalten. Theresia starb allerdings bald, denn im Jahr 1757 heiratete Balthasar Mang erneut, eine Maria Anna aus Wasserburg am Inn. Mit ihr hatte er acht Kinder.

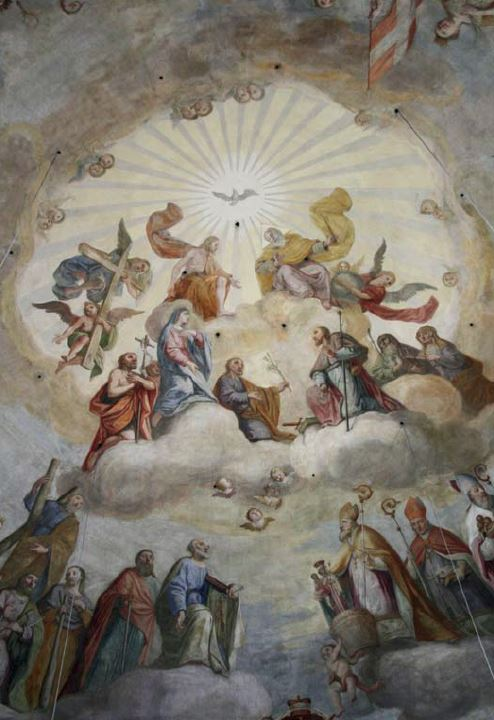
Ausschnitt aus dem Deckenfresko aus der Buchbacher Kirche St. Jakobus der Ältere

Einem verheerenden Feuer, dem am 25. Mai 1762 fast der gesamte Ortskern des Marktes Buchbach zum Opfer fiel, verdankte Mang seinen größten Auftrag: die Ausmalung der neuen Buchbacher Kirche St. Jakobus mit Deckengemälden und Altären. Überdies wirkte er durch zahlreiche weitere Auftragsarbeiten von Mühldorf bis Buchbach, von Aschau im Chiemgau bis Georgenzell im heutigen Landkreis Landshut. Bis heute zeugen ein gutes Dutzend Decken- und Wandgemälde in Oberbayern von seinem Schaffen. Zudem sind viele Skizzen und Entwürfe erhalten geblieben. Nach Balthasar Mangs Tod wurde die Mang’sche Werkstatt im 19. Jahrhundert von Heinrich Dagn weitergeführt, der in die Familie eingeheiratet hatte.

## Privates
Mit seiner zweiten Frau Maria Anna hatte Balthasar Mang insgesamt acht Kinder, von denen jedoch fünf die frühe Kindheit nicht überlebten. Seine Söhne Johann Evangelist Mang (* 25. Januar 1758) und Balthasar Mang der Jüngere (* 11. März 1764) waren ebenfalls als Maler tätig.

## Weitere Werke (Auswahl)
- Hl. Johannes der Täufer 1734, Federzeichnung in Bister (11,7 × 8 cm)
- Letztes Abendmahl 1769, Federzeichnung, laviert (8,8 × 13,1 cm)
- Franziskanermönch 1769, Federzeichnung, laviert mit Getter (19,8 × 13,5 cm)
- Papst Clemens XIV. 1774, Federzeichnung in Bister (10,9 × 8,2 cm)
- Entwurf für Frauenornau 1779, Federzeichnung, farbig aquarelliert (19,6 × 16,2 cm)
- Kloster Au 1788, Federzeichnung, farbig aquarelliert (9,8 × 14,2 cm)